# راجر مونیوز
راجر مونیوز (انگلیسی: Roger Muñoz؛ زادهٔ ۲۰ ژانویهٔ ۱۹۸۴) بازیکن بسکتبال اهل نیکاراگوئه است.